# Ziegelhütte auf dem Eichwasen
Ziegelhütte auf dem Eichwasen ist eine Wüstung auf dem Gemeindegebiet der kreisfreien Stadt Schwabach (Mittelfranken, Bayern).

## Geographische Lage
Die Einöde lag auf einer Höhe von 357 m ü. NHN am Eichwasen, der gemeinsam von den Gemeinden Schwabach und Nasbach genutzt wurde. Ein Wirtschaftsweg führte 1,2 km südlich nach Schwabach.

## Geschichte
Gegen Ende des 18. Jahrhunderts bestand Ziegelhütte aus einem Anwesen. Das Hochgericht übte das brandenburg-ansbachische Oberamt Schwabach aus. Das Kastenamt Schwabach war für das Stadtrichteramt Schwabach mittelbar Grundherr der Ziegelhütte. Unter der preußischen Verwaltung (1792–1806) des Fürstentums Ansbach erhielt Ziegelhütte die Hausnummer 473 des Ortes Schwabach.
Von 1797 bis 1808 unterstand der Ort dem Justiz- und Kammeramt Schwabach. Im Rahmen des Gemeindeedikts wurde Ziegelhütte dem 1808 gebildeten Steuerdistrikt Schwabach und der 1818 gebildeten Stadt II. Klasse Schwabach zugeordnet. Der Ort wurde in einer topographischen Karte des Jahres 1951 letztmals verzeichnet und ist mittlerweile überbaut.

## Einwohnerentwicklung
| Jahr      | 001836 | 001840 | 001861 | 001871 | 001885 |
| Einwohner | 4      | 4      | *      | 3      | 4      |
| Häuser    | 1      | 1      |        |        | 1      |
| Quelle    | [ 5 ]  | [ 6 ]  | [ 7 ]  | [ 8 ]  | [ 9 ]  |

## Religion
Ziegelhütte war evangelisch-lutherisch geprägt und in die Stadtkirche St. Johannes und St. Martin (Schwabach) gepfarrt.